# Les Chemins de la Rose
Les Chemins de la Rose is een rozentuin in de Franse plaats Doué-la-Fontaine. Doué-la-Fontaine staat bekend om zijn rozenkwekerijen. In de plaats zijn bijna 30 rozenkwekers aanwezig, die jaarlijks zeven miljoen rozenplanten produceren.
De vier hectare grote rozentuin werd in 1999 opengesteld voor het publiek en was toen eigendom van de familie Gay. In 2014 werden de zoon en de schoondochter van de plaatselijke rozenkweker Jean-Pierre Dittière, Guillaume en Floriane, de nieuwe eigenaars van de tuin. Er werden nieuwe paden aangelegd, met informatieborden over de geschiedenis van de roos. In 2016 werd de rozencollectie uitgebreid met ongeveer 4.000 rozen van verschillende soorten.
De collectie omvat nu ongeveer 13.000 rozenplanten. Bovendien worden in de rozentuin de nieuwe creaties van het bedrijf Petales des Roses gepresenteerd, een bedrijf van rozenveredelaar Dominique Massad (een achterkleinzoon van de beroemde rozenkweker Pierre Guillot) en rozenkweker Jean-Pierre Dittière (de vader van Guillaume).

## Afbeeldingen

### Rozentuin

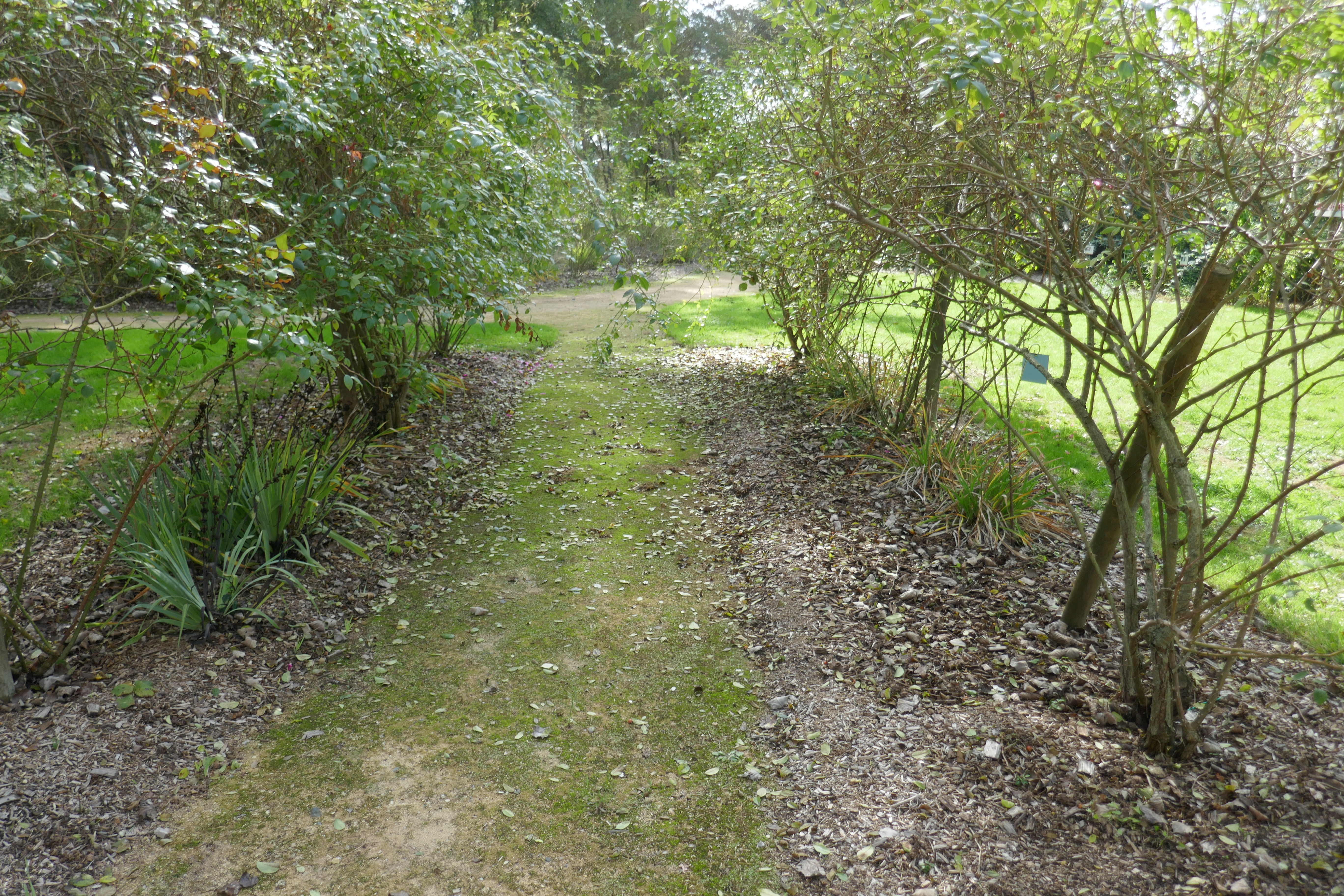
Pad door de rozentuin
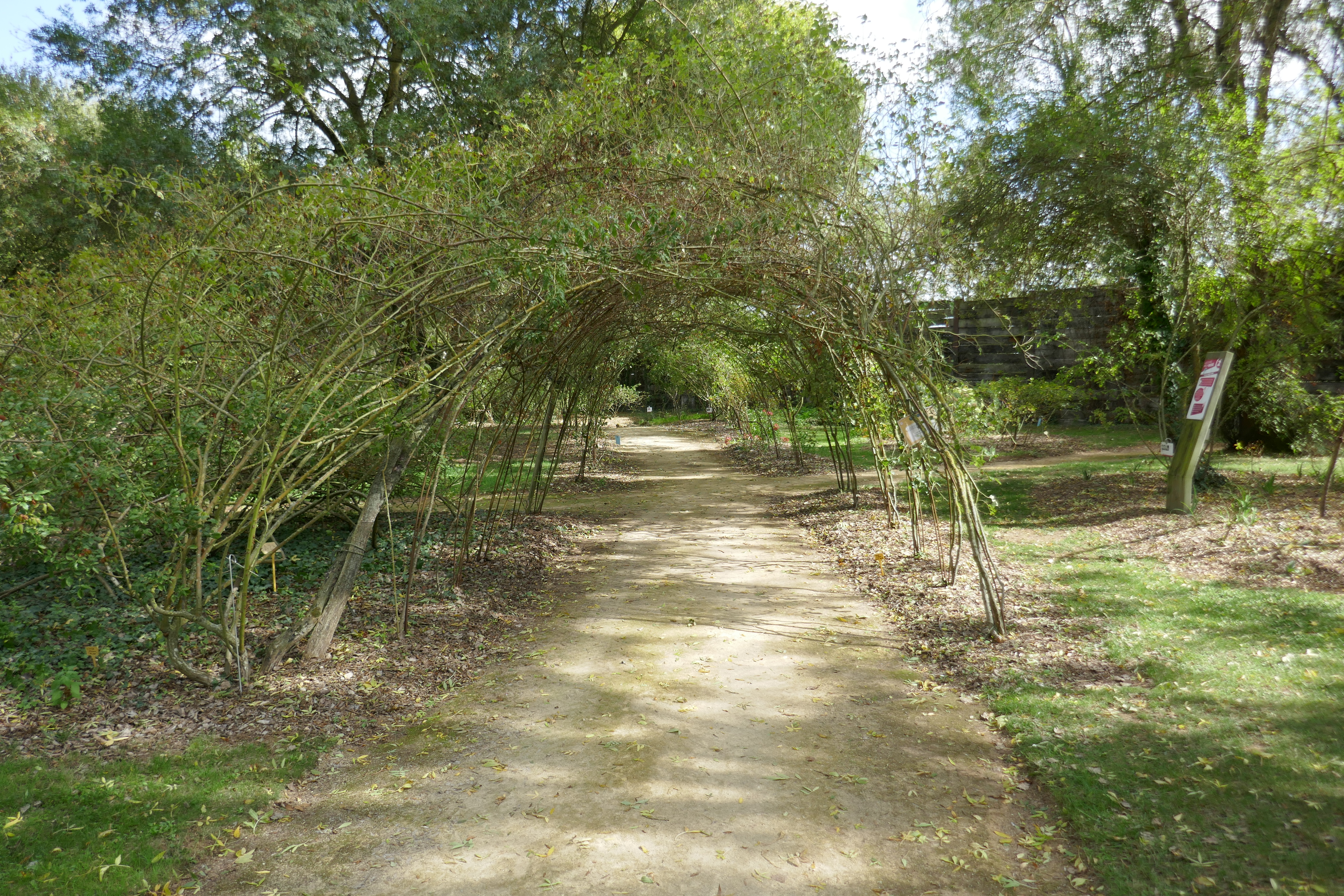
Rozentunnel
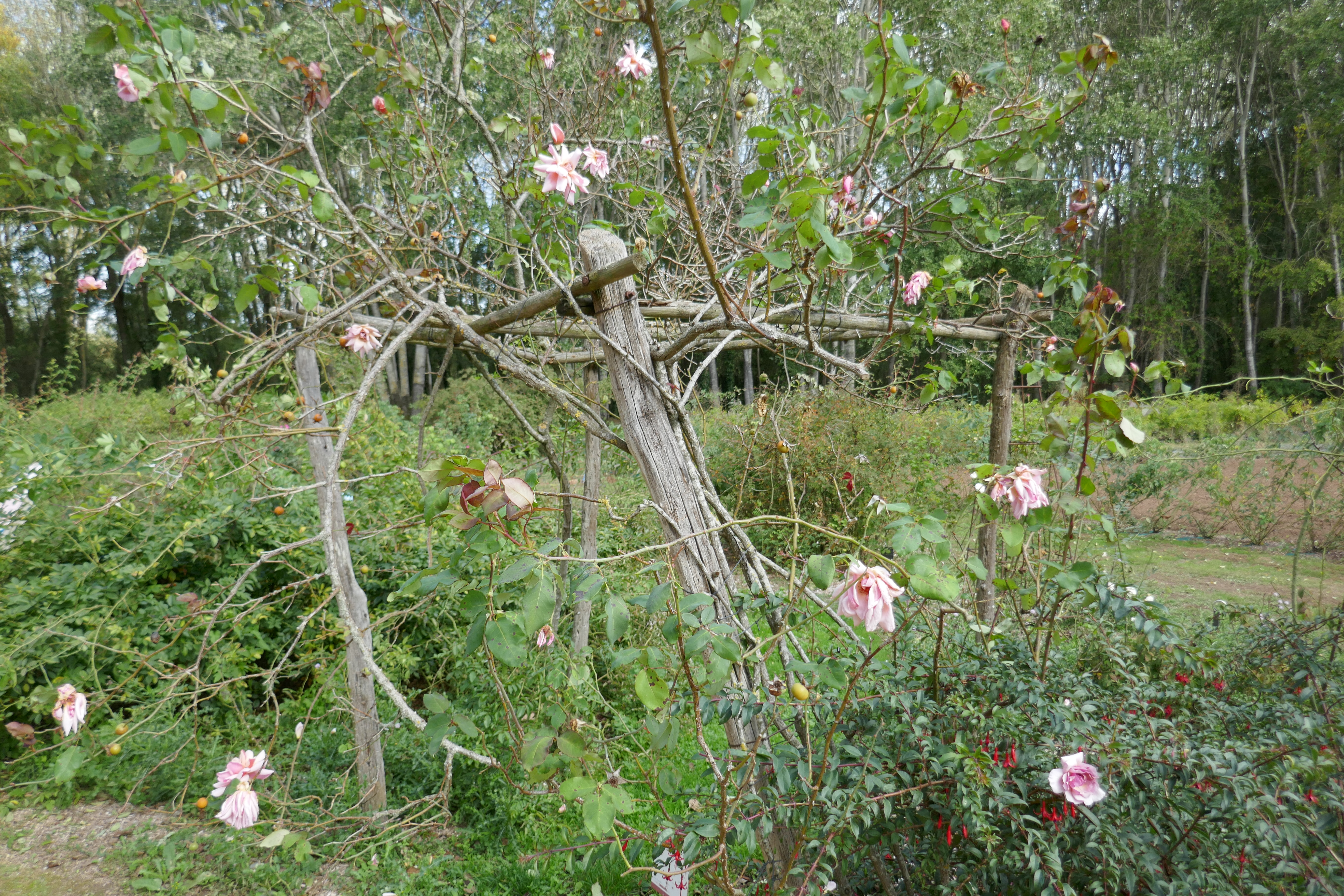
Klimconstructie met rozen
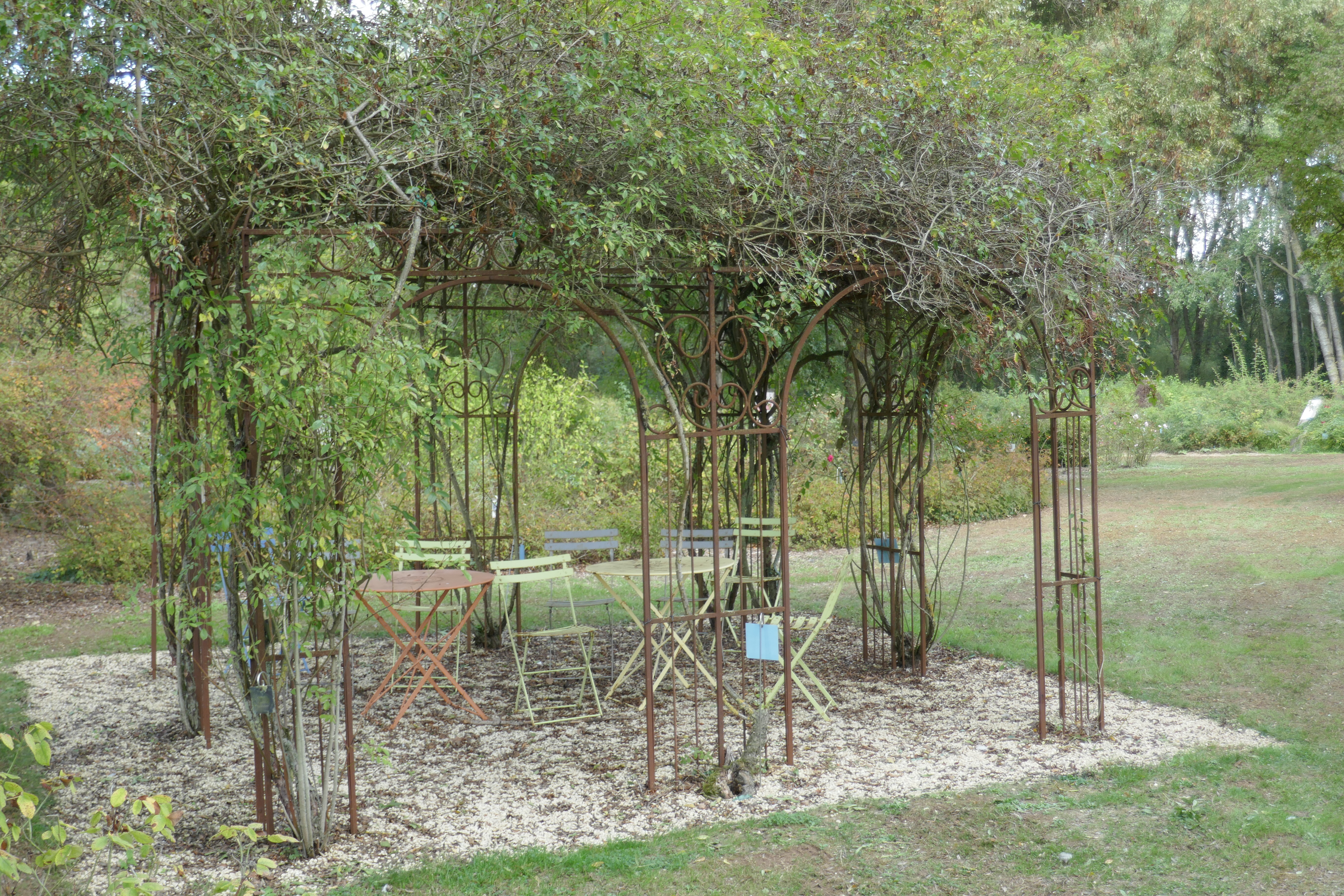
Prieel begroeid met klimrozen

### Rozen (selectie)

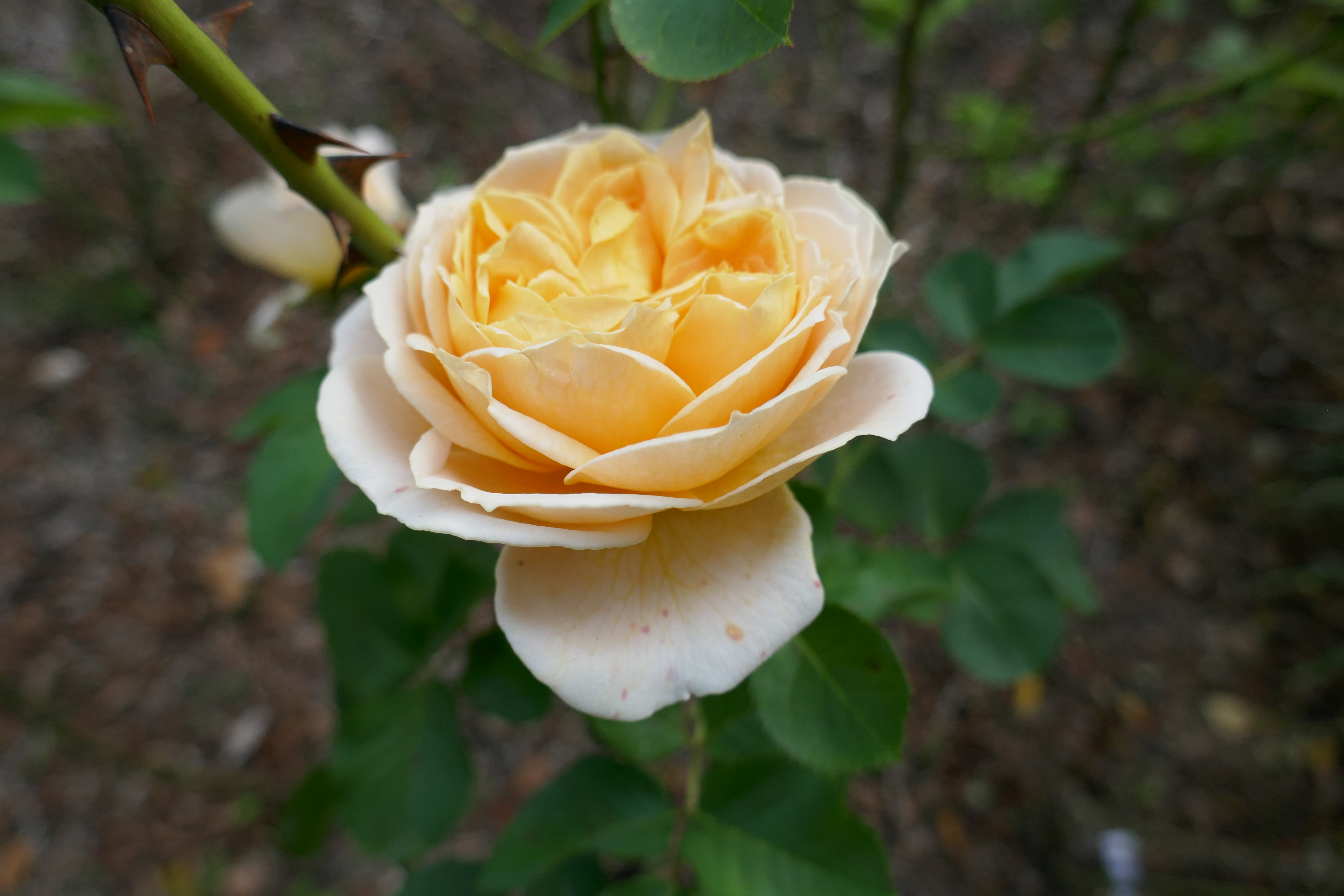
'Parfum de Mireille' (Dittière, 2012)
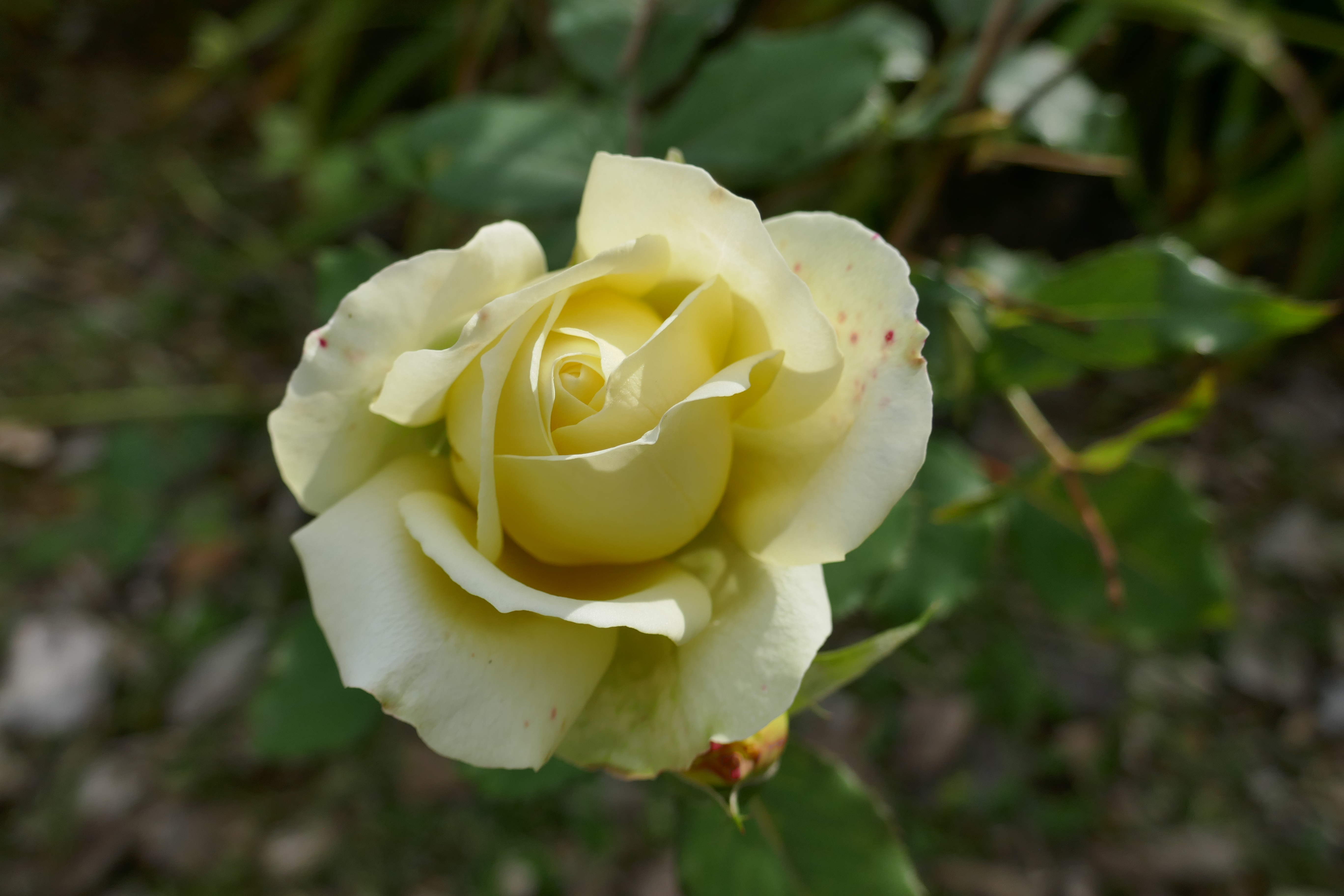
'Rivedoux-plage' (Massad, 2013)
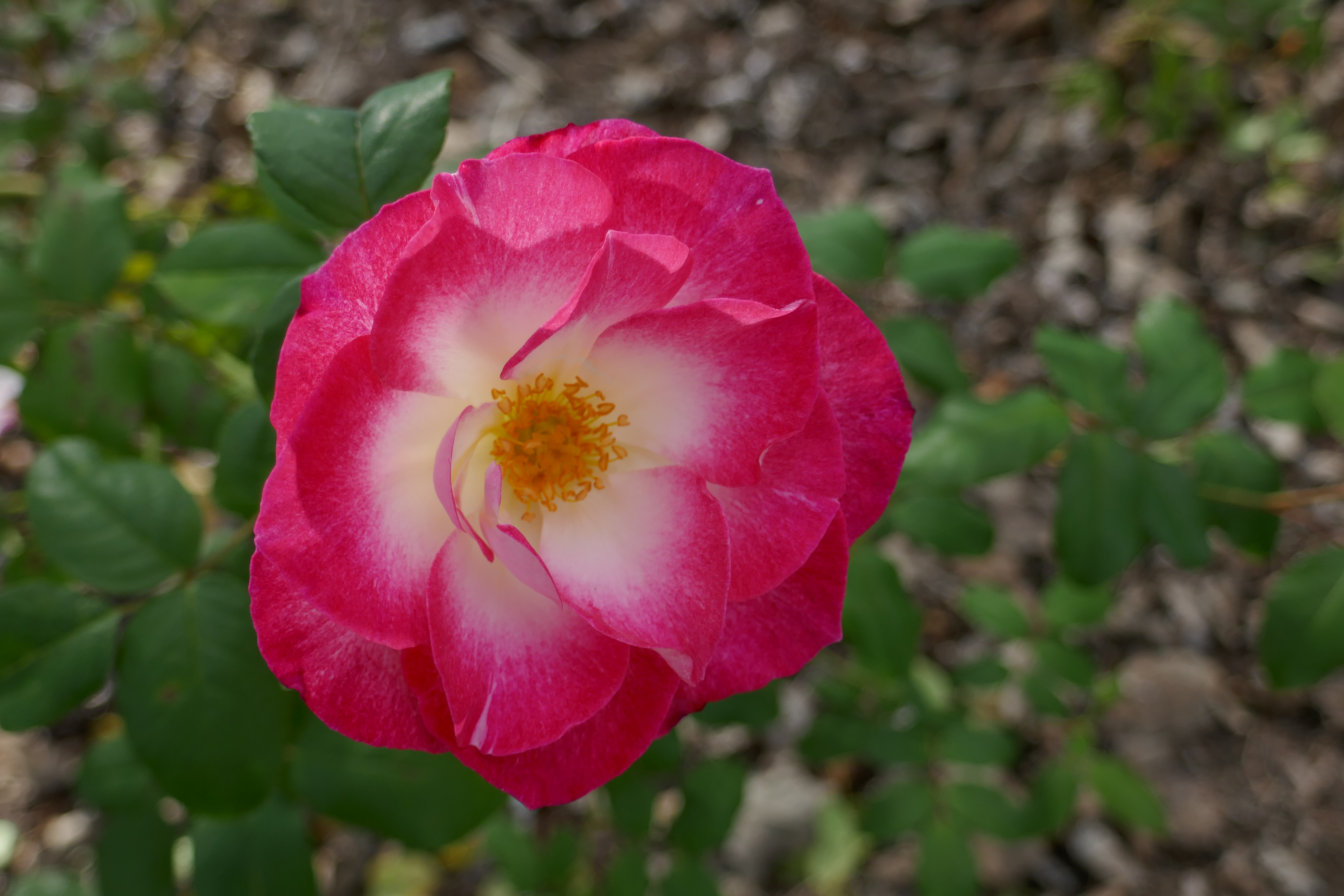
'Lettre à Nadine' (Massad, 2014)
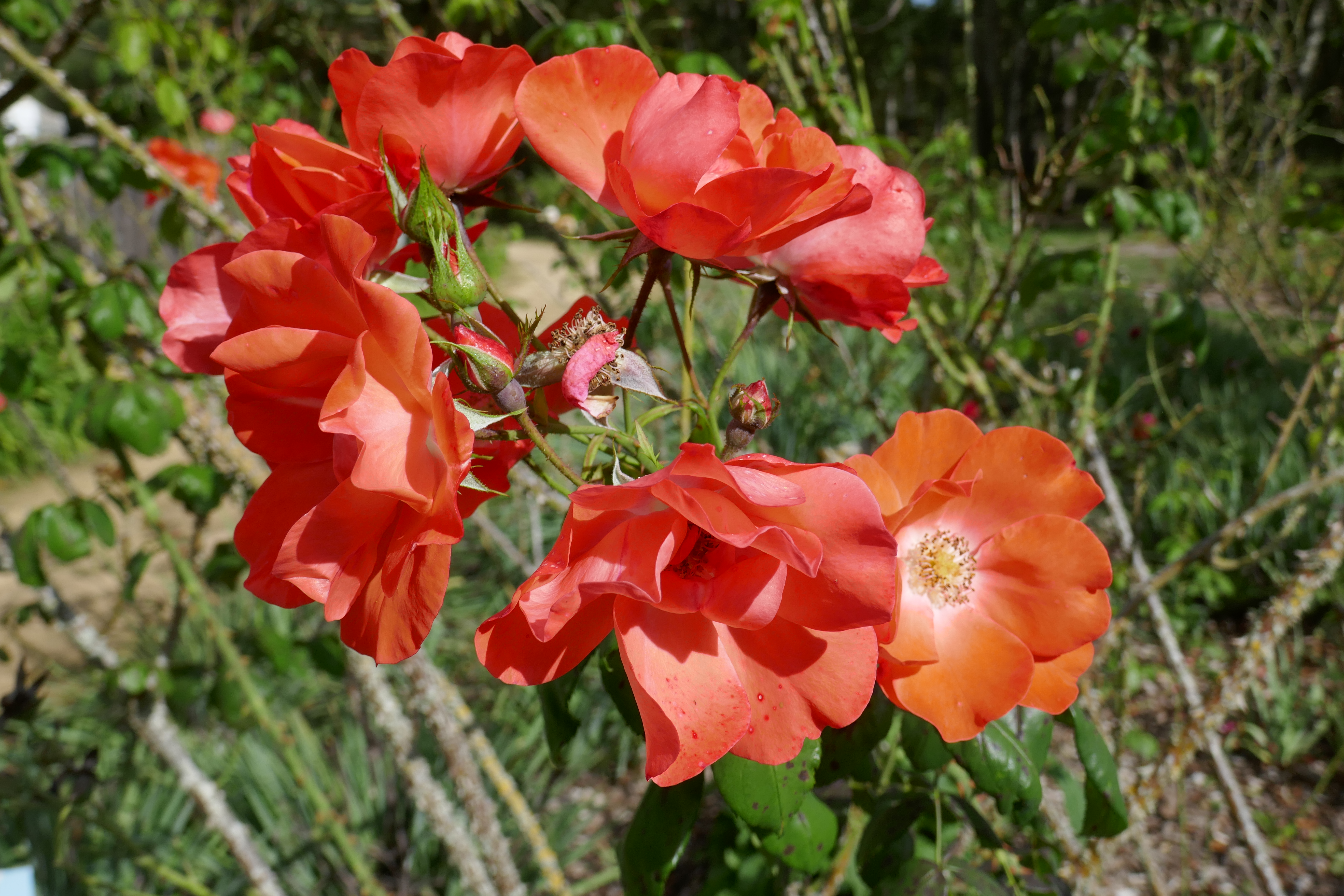
'Fred Loads' (Holmes, 1968)
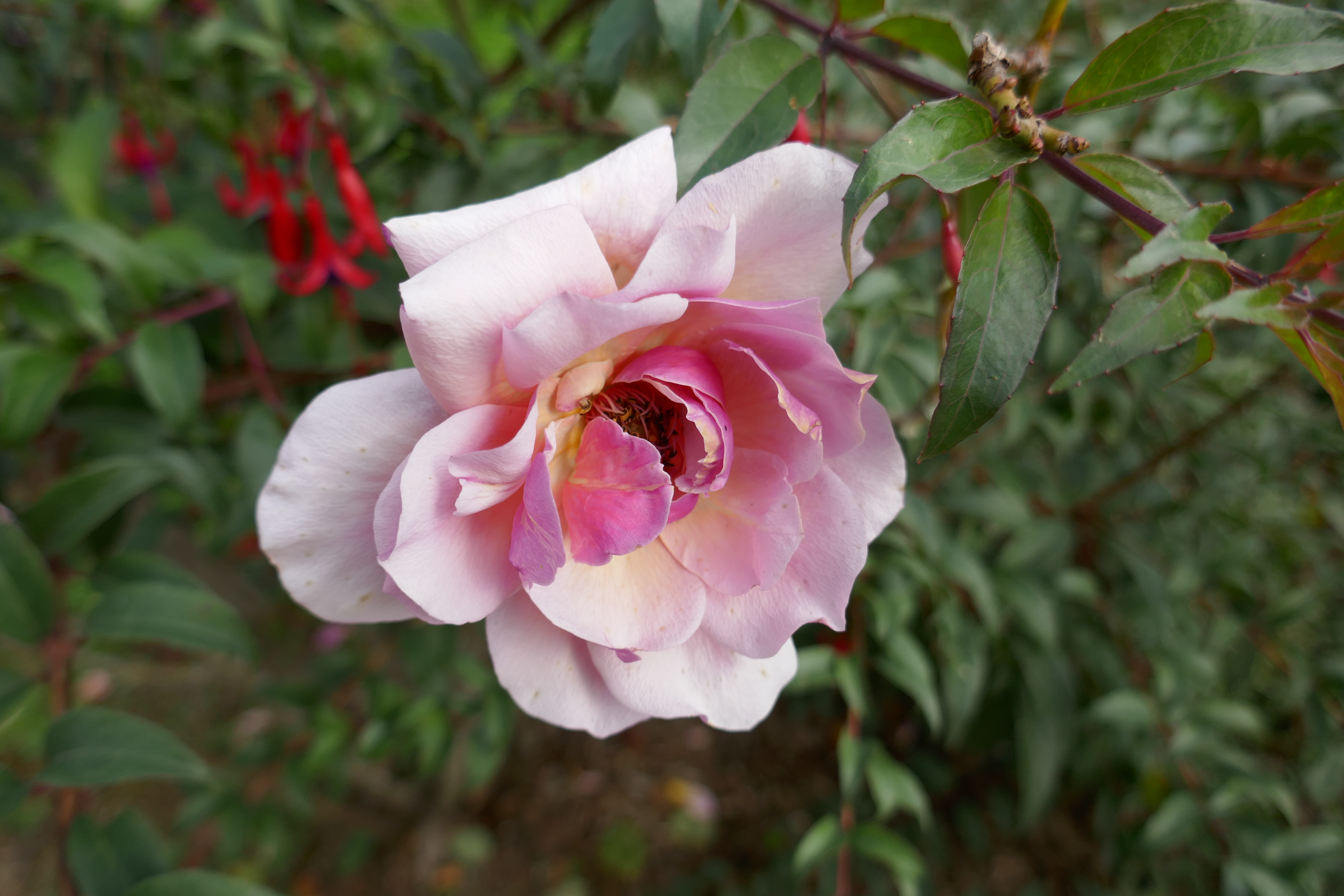
'Louis Pajotin Cl.' (Pajotin-Chédane, 1959)
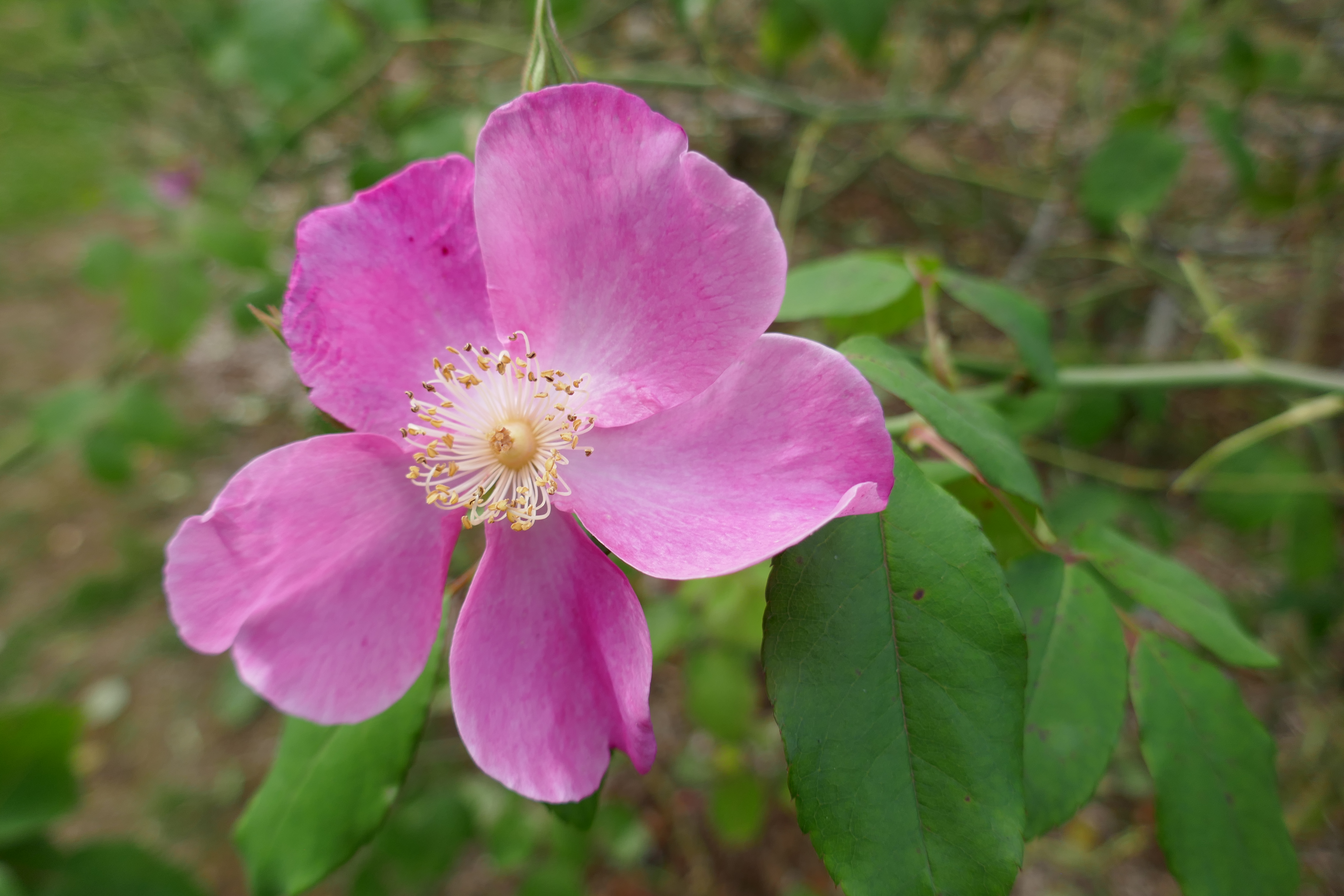
'Vanity' (Pemberton, 1920)
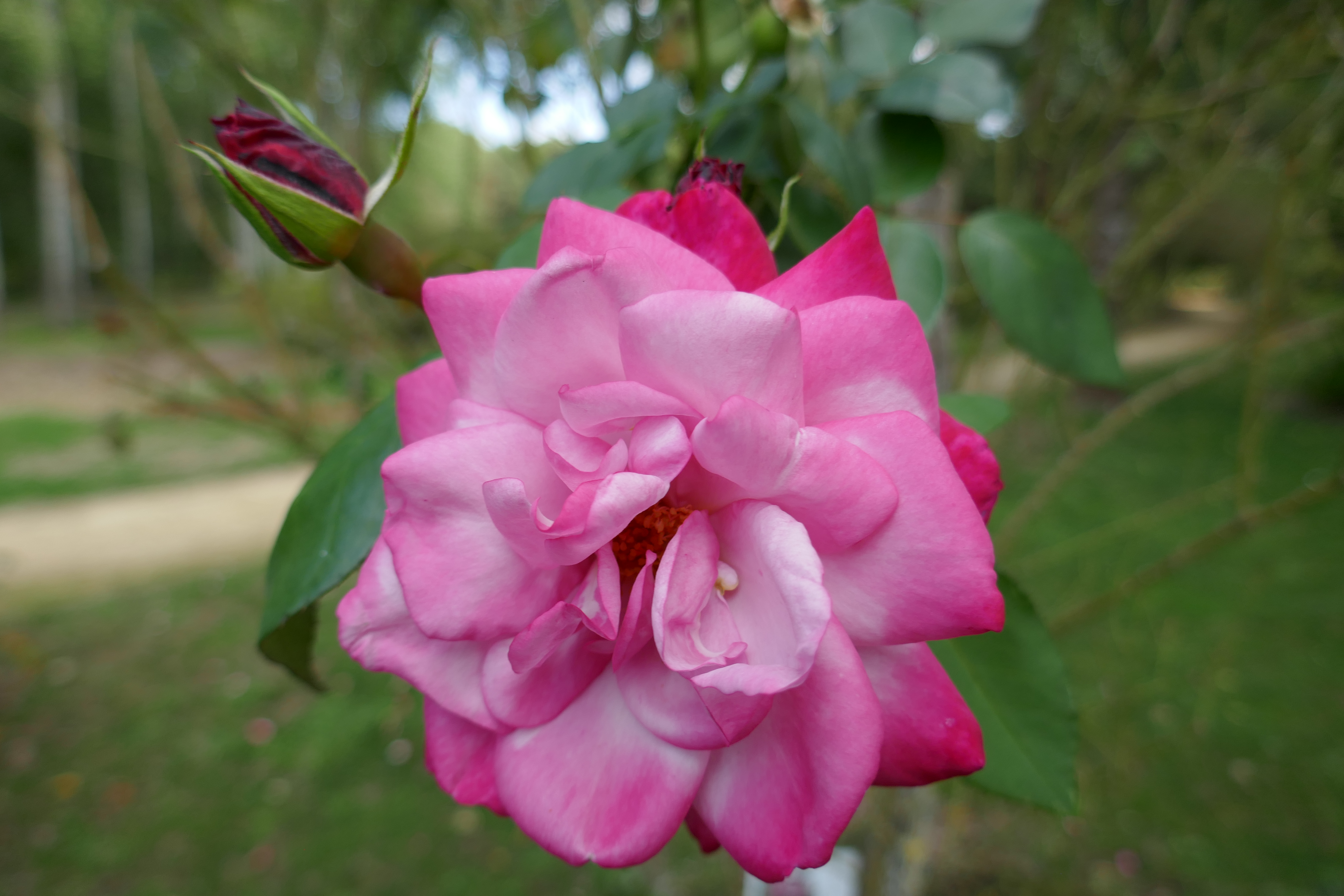
'Albert Poyet' (Eve, 1979)
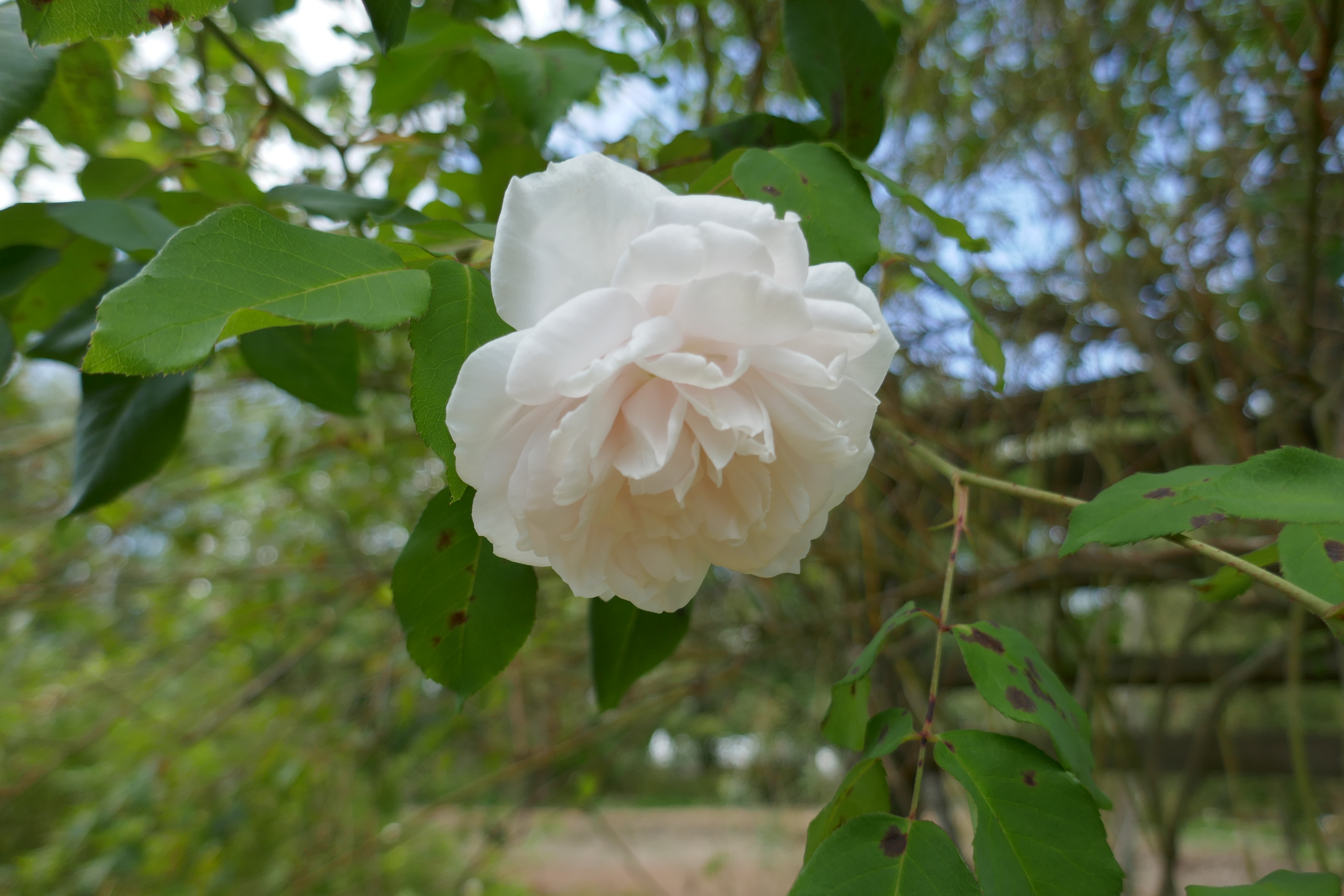
'Madame Alfred Carrière' (Schwartz 1875)
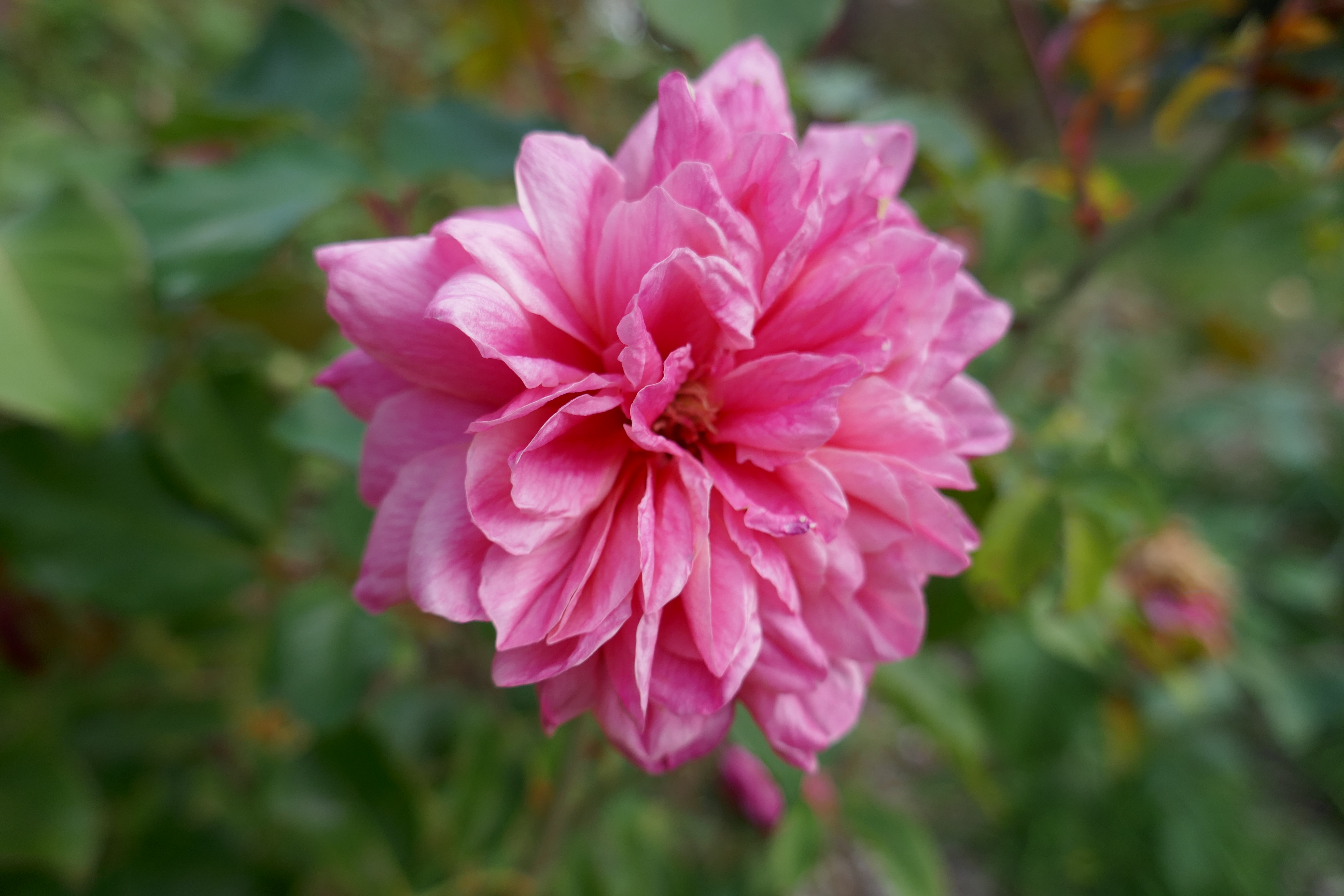
'Archiduc Joseph' (Nabonnand, 1892)